# Hora (песма)
 (хебр. הורה; у преводу Оро) песма је на хебрејском језику која је у извођењу Авија Толедана представљала Израел на Песми Евровизије 1982. у Харогејту. Било је то девето по реду учешће Израела на том такмичењу. Сам Толедано је компоновао музику за песму, док је текст на хебрејском језику написао израелски песник Јорам Тахарлев. У промотивне сврхе су снимљене верзије и на енглеском и француском језику.
Током финалне вечери Евросонга која је одржана 24. априла у Харогејту, израелска песма је изведена 15. по реду, а оркестром је током наступа уживо дириговао Нанси Брандес. Након гласања чланова стручног жирија из свих земаља учесница, израелски представници су са укупно 100 бодова заузели друго место, са 61 бодом мање од победничке композиције Ein bißchen Frieden немачке певачице Никол Зајберт. Израелски представници су добили гласове 15 националних жирија, укључујући и две максималне оцене.

## Поени у финалу
| 12 поена         | 10 поена                                        | 8 поена     | 7 поена            | 6 поена                                  |
| ---------------- | ----------------------------------------------- | ----------- | ------------------ | ---------------------------------------- |
| Финска · Немачка | Португалија · Луксембург · Швајцарска · Шведска | Холандија   | Аустрија · Белгија | Шпанија                                  |
| 5 поена          | 4 поена                                         | 3 поена     | 2 поена            | 1 поен                                   |
| —                | —                                               | Југославија | Кипар              | Норвешка · Уједињено Краљевство · Данска |